# Goloki
Goloki (Golocy, Goloucy, Golouki) – mała grupa etnograficzna ludności polskiej mieszkająca na Górnym Śląsku, za Odrą, w części powiatu prudnickiego, na wschód od Prudnika. Podgrupa Opolan. Posługują się gwarą prudnicką, którą charakteryzuje brak mazurzenia, dyftongizacja samogłosek, wymowa ã we wszystkich pozycjach i pomieszanie we fleksji tematów twardych i miękkich, czyli też i po twardych jako końcówka: stari „stary”, żywi „żywy”. Nazwa „Goloki” pochodzi od nazwy miasta Głogówek.
Małe grupy etnograficzne Goloków według Feliksa Pluty:
- Cebulkorze,
- Hery,
- Kamieniorze,
- Karpaciorze,
- Klocorze,
- Podlesioki (uogólniona przez dialektologów na całe ugrupowanie[5]).